# Pepe Marchena (bailaor)
Pepe Marchena (Sevilla, 1941 - 23 de septiembre de 2007) fue un bailaor de flamenco andaluz.

## Biografía
Pepe Marchena actuó con grandes figuras como Lola Flores, con la que debutó a los 14 años en el Teatro de los Campos Elíseos de París. Poco después actuó en el Tablao El Duende de Pastora Imperio y en los Canasteros, local propiedad del legendario cantaor Manolo Caracol. 
Con 18 años formó su propia compañía, con la que realizó numerosas giras por España, y recorrió Europa, África y China. Afincado en Málaga, trabajó con Carmen Mota en el Casino Torrequebrada de Benalmádena y tuvo mucha amistad con Imperio Argentina, quién en su 92 cumpleaños, sólo unos meses antes de fallecer, anunció que quería volver a subirse a los escenarios al año siguiente y reunir a compañeras y al "mejor bailaor de flamenco del mundo, Pepe Marchena, en un espectáculo grande".
En el momento de su fallecimiento el bailaor sevillano llevaba años retirado y se había sometido hace tiempo a una intervención quirúrgica de caderas. El bailaor regentó uno de los tablaos más emblemáticos de la Costa del Sol (España) y llegó a crear su propio ballet. 